# Rebecka Martinsson (serie televisiva)
Rebecka Martinsson è una serie televisiva svedese del 2017, diretta da Fredrik Edfeldt.
La serie è basata sui romanzi della scrittrice svedese Åsa Larsson che hanno come protagonista l'omonima avvocatessa: in totale i quattro episodi corrispondono ognuno a un romanzo: Il sangue versato (tratto da Il sangue versato), Sentiero nero (da Sentiero nero), Fino a quando la rabbia non si plachi (da Finché sarà passata la tua ira), Sacrificio a Molok (da Sacrificio a Moloch).

## Episodi
| Stagione         | Episodi | Prima TV Svezia | Prima TV Italia |
| ---------------- | ------- | --------------- | --------------- |
| Prima stagione   | 8       | 2017            | 2018            |
| Seconda stagione | 8       | 2020            | inedita         |